# Ante Kaleb
Ante Kaleb (* 9. Mai 1993 in Metković) ist ein kroatischer Handballspieler, der zumeist auf Rückraum Mitte eingesetzt wird.

## Karriere
Der 1,96 m große und 93 kg schwere Rechtshänder begann mit dem Handballspiel beim kroatischen MRK Dugo Selo. Seit 2011 lief er für den kroatischen Serienmeister RK Zagreb auf, mit dem er 2012 Meisterschaft und Pokal gewann. Anschließend wurde er an RK Dubrava ausgeliehen. Im Februar 2014 wechselte er in die slowenische Liga zu RK Maribor Branik. Ab dem Sommer 2016 stand er beim deutschen Verein TuS N-Lübbecke unter Vertrag. 2018 unterschrieb er einen Vertrag beim polnischen Erstligisten KS Azoty-Puławy. Danach wechselte er in die Schweiz zum BSV Bern und danach 2023 zum GC Amicitia Zürich.
Mit der kroatischen Junioren-Auswahl gewann Ante Kaleb die U-18-Europameisterschaft 2010 im Finale gegen Spanien. Im Turnier erzielte er 52 Tore und wurde zum „wertvollsten Spieler“ des Turniers gewählt. Ein Jahr später wurde er bei der U-19-Weltmeisterschaft nur Achter, trotz 44 Toren und neun Assists. Bei der U-20-Europameisterschaft 2012 warf er 38 Tore, unterlag aber in der Neuauflage des Finals von 2010 den Spaniern. Bei der U-21-Handball-Weltmeisterschaft 2013 traf er 34-mal, verpasste allerdings eine Medaille als Vierter knapp. Insgesamt bestritt er 47 Junioren-Länderspiele, in denen er 247 Tore erzielte.
Mit der kroatischen A-Nationalmannschaft gewann er das Handballturnier bei den Mittelmeerspielen 2018.